# Колташевська сільська рада
Ко́лташевська сільська рада (рос. Колташевский сельский совет) — сільське поселення у складі Кетовського району Курганської області Росії.
Адміністративний центр — село Колташево.
Населення сільського поселення становить 2456 осіб (2017; 2072 у 2010, 2009 у 2002).

## Склад
До складу сільського поселення входять:
| Населений пункт      | Населення, осіб (2002) | Населення, осіб (2010) |
| -------------------- | ---------------------- | ---------------------- |
| Грачово, присілок    | 252                    | 237                    |
| Залісовський, селище | 305                    | 320                    |
| Зелений Лог, селище  | 41                     | 25                     |
| Колташево, село      | 1143                   | 1184                   |
| Кривина, присілок    | 30                     | 54                     |
| Шкодинське, присілок | 238                    | 252                    |